# Sébastien Grosjean
Sébastien René Grosjean (Marselha, 29 de maio de 1978) é um ex-tenista profissional francês.

## Major finais

### ATP Finals

#### Simples: 1 (1 vice)
| Resultado | Ano  | Campeonato | Piso     | Oponente       | Placar        |
| --------- | ---- | ---------- | -------- | -------------- | ------------- |
| Vice      | 2001 | Sydney     | Duro (i) | Lleyton Hewitt | 3–6, 3–6, 4–6 |

### Masters Series finais

#### Simples: 2 (1 título, 1 vice)
| Resultado | Ano  | Campeonato | Piso        | Oponente           | Placar                       |
| --------- | ---- | ---------- | ----------- | ------------------ | ---------------------------- |
| Vice      | 1999 | Miami      | Duro        | Richard Krajicek   | 6–4, 1–6, 2–6, 5–7           |
| Campeão   | 2001 | Paris      | Carpete (i) | Yevgeny Kafelnikov | 7–6(7–3), 6–1, 6–7(5–7), 6–4 |

## Desempenho em torneios doGrand Slam
| Ano  | Aberto da Austrália | Roland-Garros | Wimbledon | US Open |
| ---- | ------------------- | ------------- | --------- | ------- |
| 1997 | -                   | 1R            | -         | -       |
| 1998 | -                   | 1R            | 4R        | 1R      |
| 1999 | 1R                  | 3R            | 3R        | 1R      |
| 2000 | 3R                  | 3R            | 1R        | 3R      |
| 2001 | SF                  | SF            | 3R        | 1R      |
| 2002 | 1R                  | QF            | -         | 2R      |
| 2003 | QF                  | 2R            | SF        | 1R      |
| 2004 | QF                  | 2R            | SF        | 2R      |
| 2005 | 2R                  | 4R            | QF        | 3R      |
| 2006 | QF                  | 2R            | 3R        | 2R      |
| 2007 | 3R                  |               |           |         |